# Alto Lucero de Gutiérrez Barrios
Alto Lucero de Gutiérrez Barrios är en kommun i Mexiko.   Den ligger i delstaten Veracruz, i den sydöstra delen av landet, 270 km öster om huvudstaden Mexico City.
Följande samhällen finns i Alto Lucero de Gutiérrez Barrios:
- Alto Lucero
- Palma Sola
- Monte Verde Chivería
- Santa Ana
- Xomotla
- Rancho Nuevo
- El Cafetal
- El Abazal
- Alto de Tizar
- Vaquería
- Madroño
- El Rubí
- Pedregal
- San Isidro la Peña
- La Defensa
- Jacales
- Mesa de Sombreros
- Sabanetas
- Ojo Zarco
- Colorado
- Vainilla
- Ignacio Manuel Altamirano
- Mesa del Rodeo
- Tecuán
- El Abra